# Parque nacional de Alhucemas

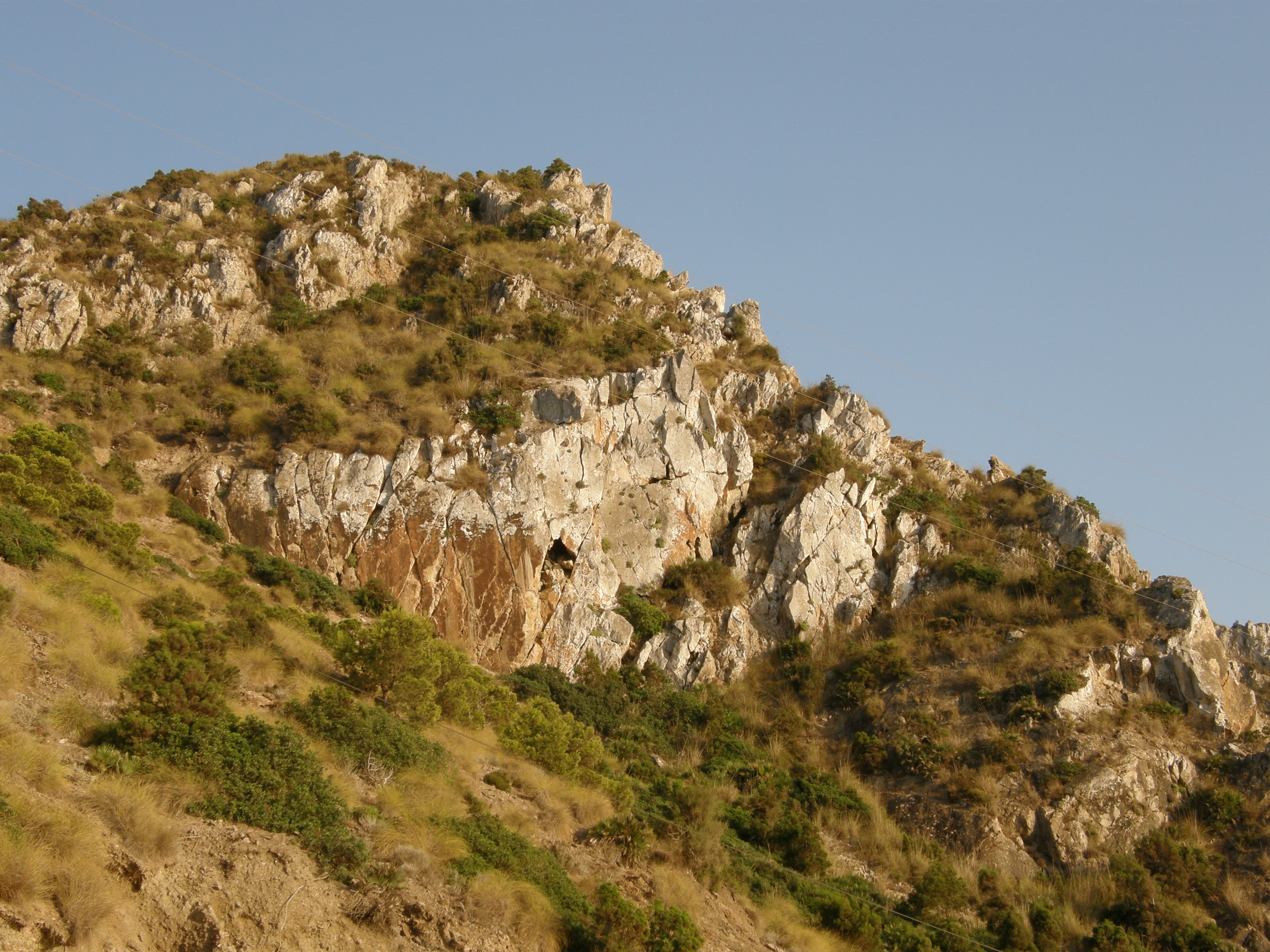
Cortados rocosos en el parque nacional.

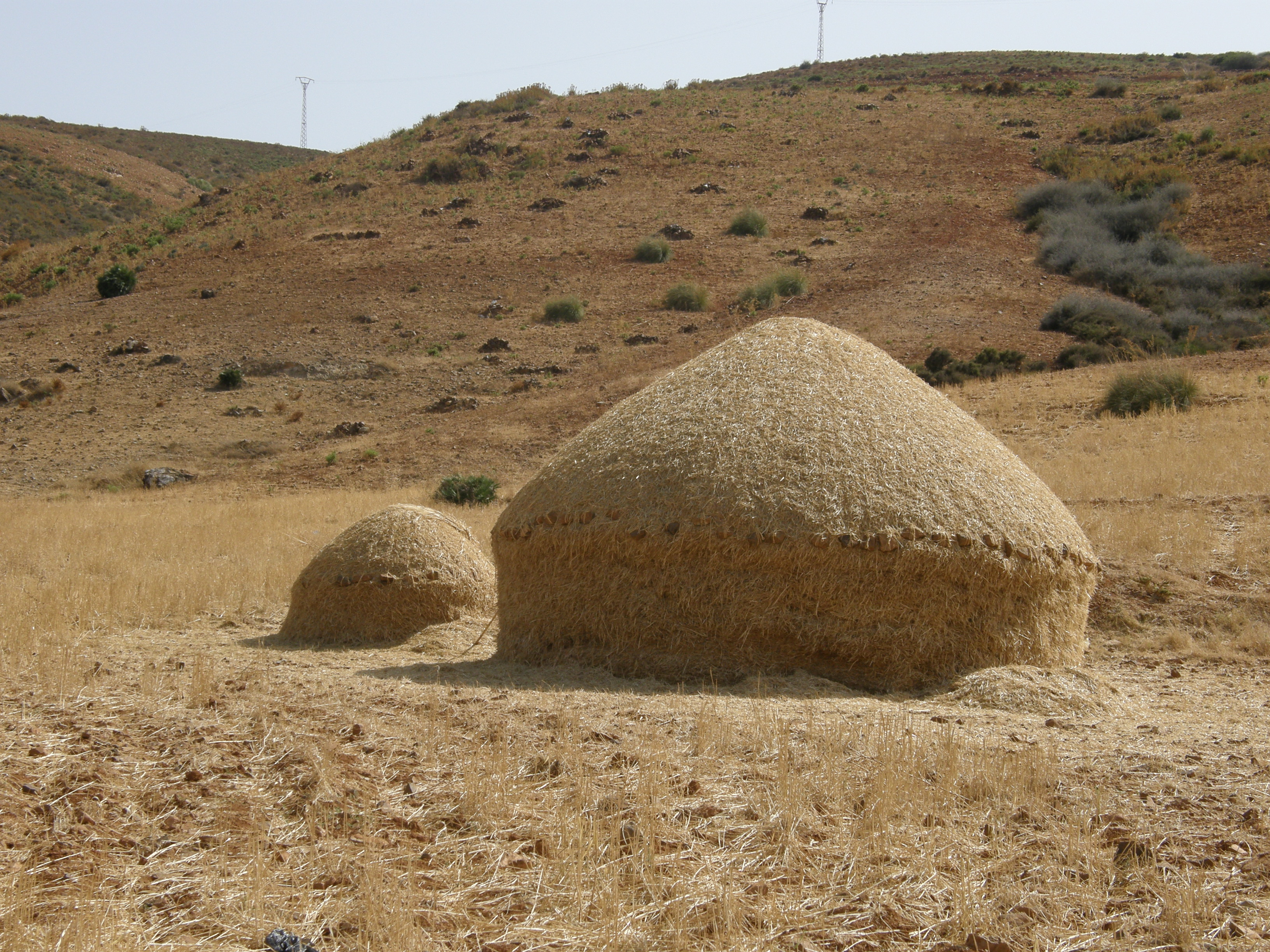
pajares en el parque nacional.

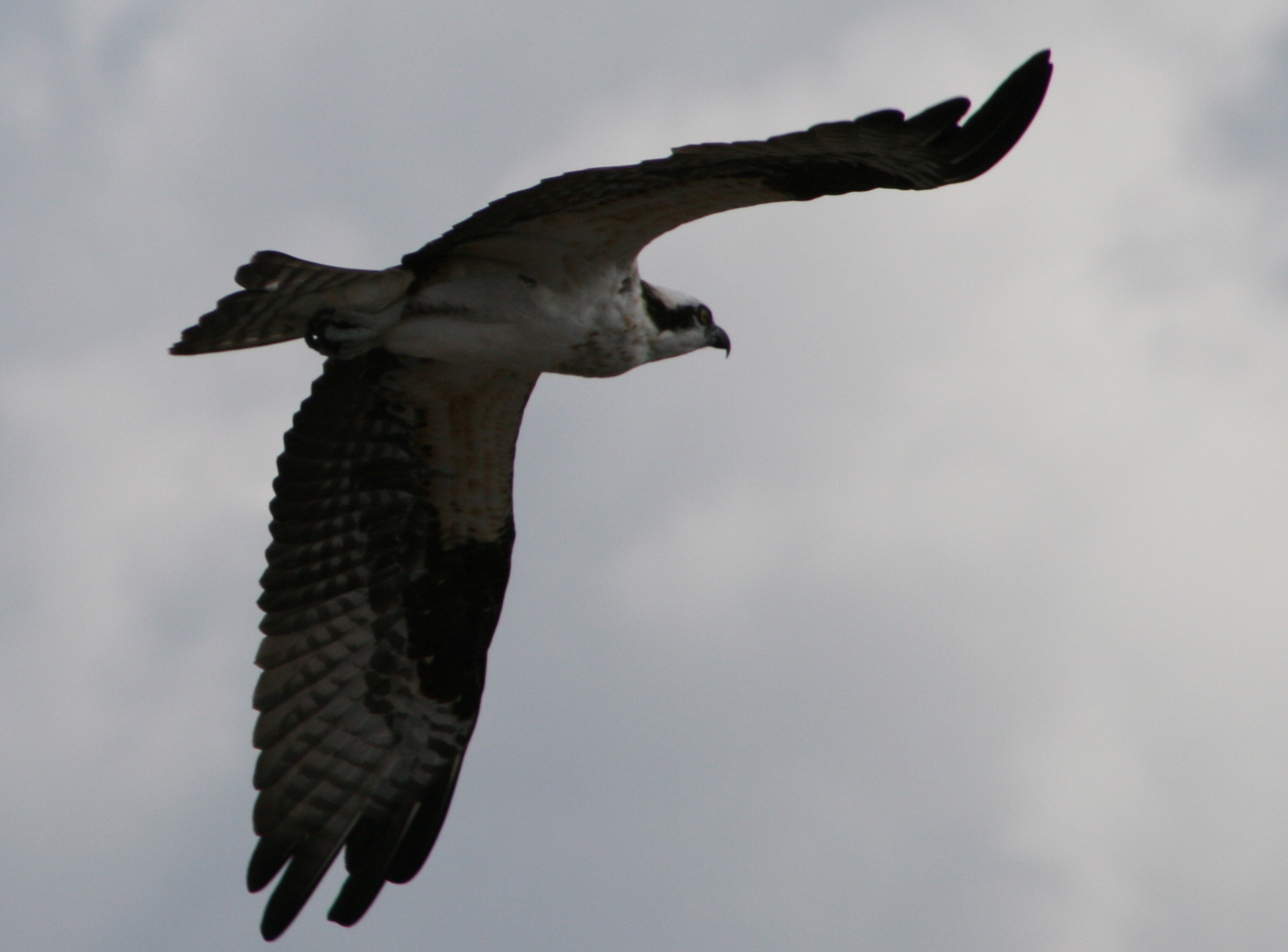
Águila pescadora.

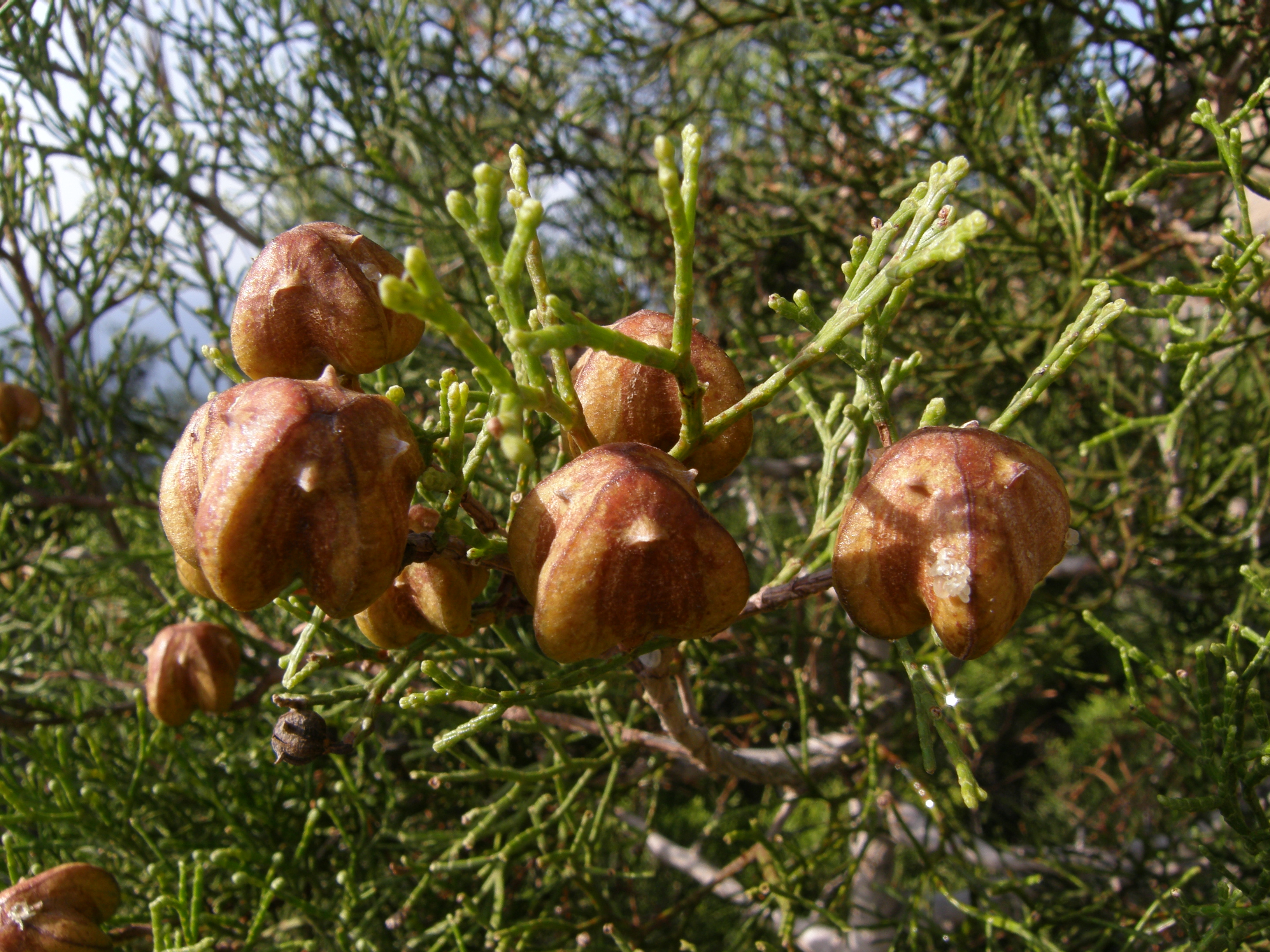
Piñas de Tetraclinis articulata en el parque nacional de Alhucemas.

El Parque nacional de Alhucemas está situado en la fachada norte del Mediterráneo de Marruecos, al oeste de la ciudad de Alhucemas, en la región de la tribu de Bocoya a 150 km al este del Estrecho de Gibraltar con una superficie terrestre y marina de 310 km². Cuenta con numerosas zonas de gran valor biológico donde domina el litoral de costas rocosas salvajes poco explotadas. El macizo calcáreo de unos 40 km. que constituye este litoral continúa hasta el mar formando acantilados que alcanzan 700 m creando un paisaje de una diversidad tanto geográfica como biológica.
Los aduares más importantes de la zona son los de Aduz y Tausart pertenecientes al municipio de Ruadi, famoso por el Zoco el Had Ruadi.
Los principales valores del parque es su vegetación mediterránea que en algunos sitios se encuentra muy bien conservada, con ejemplares de araar entre otras especies forestales y por aves como el águila pescadora que tiene la mejor población del Mediterráneo en estas costas y la gaviota de Audouin que nidifica en las islas Chafarinas y la isla de Tierra, en la Bahía de Alhucemas, pero pasa gran parte del tiempo en las aguas del parque.
En su costa se encuentra el Peñón de Vélez de la Gomera. Originalmente era una isla, pero debido a un terremoto que tuvo lugar en 1930 el islote resultó unido de forma permanente a tierra firme. Este constituye una de las "Plazas de soberanía" españolas junto al territorio marroquí, reliquias de la historia.
Con una superficie terrestre y marina de más de 300 km², está situado al oeste de Alhucemas. Comprende áreas de alto valor biológico y espacios naturales (situado entre los mejores conservados del Mediterráneo con costas salvajes poco explotadas). También conocido como "Tafensa", se encuentra al oeste de la ciudad, y se extiende sobre una franja costera de gran valor.

## Descripción
El desconocido parque nacional de Alhucemas es una joya escondida de esta región. El parque se extiende a 485 kilómetros cuadrados (incluidos 190 kilómetros cuadrados en el mar). La zona está salpicada por asentamiento rifeño y atravesada por caminos de tierra; por lo que es ideal para el senderismo y el ciclismo de montaña. Su aislamiento ha ayudado a preservar varias especies en riesgo, desde sus bosques de Thuja, hasta una importante colonia de águila pescadora. El parque nacional de Alhucemas, preserva los últimos vestigios de la diversidad biológica original del Mediterráneo. Se extiende por la costa desde Cala Iris, hasta Alhucemas; en su costa encontramos la bahía de Badis, donde se encuentra el Peñón de Vélez de la Gomera. 
Originalmente, era una isla, pero debido a un terremoto en 1930, el islote resultó unido de forma permanente a tierra firme. Constituye una de las plazas de soberanía españolas repartidas por la costa del territorio marroquí, reliquias del pasado colonial.Hay casas de pescadores y un destacamento de la marina marroquí.Como curiosidad, ostenta el récord Guinness de ser la frontera más pequeña del mundo. Los poblados más importantes de la zona son los de Aduz (en el interior) y Tausart; pertenecientes al municipio de Rouadi, conocido por su zoco de los domingos.

## Geología
El parque se asienta en una zona con relativa actividad sísmica. De hecho, en 2004 se produjo el último terremoto de importancia, si bien otros tuvieron lugar en 1994, 1930,...

## Biodiversidad
La vegetación del parque nacional consiste en un bosque dominado por el araar y acompañado de varias especies de arbustos mediterráneos, como Pistacia lentiscus, Periploca angustifolia, Ephedra fragilis, etc.
Las aguas del parque son importantes para la población de gaviota de Audouin que nidifica en las cercanas Islas Chafarinas además de acoger una de las mejores poblaciones de águila pescadora en el Mediterráneo.

Fauna y flora en el parque nacional de Alhucemas
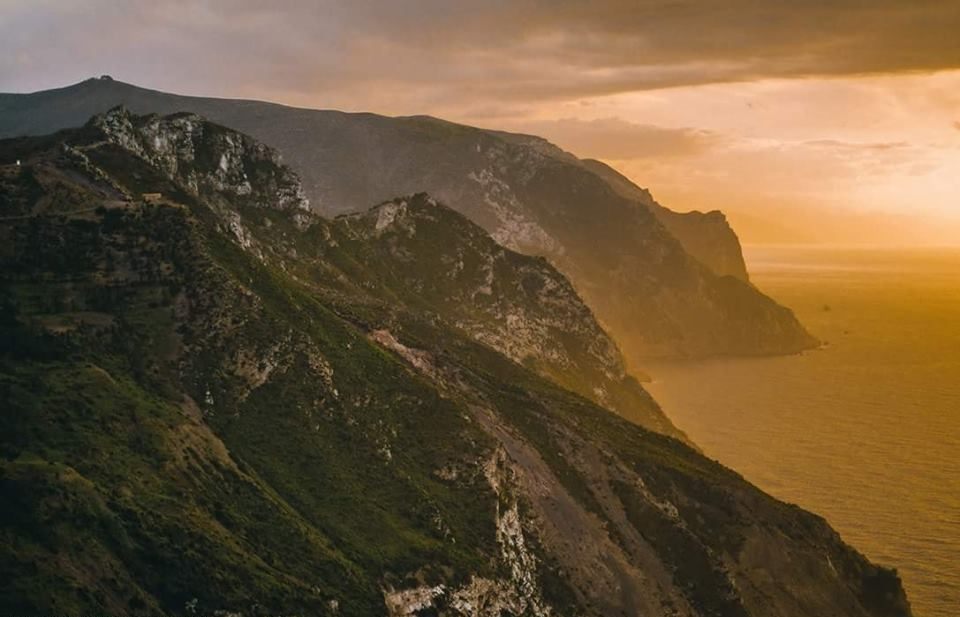
Vistas desde el Parque al Mar Mediterráneo
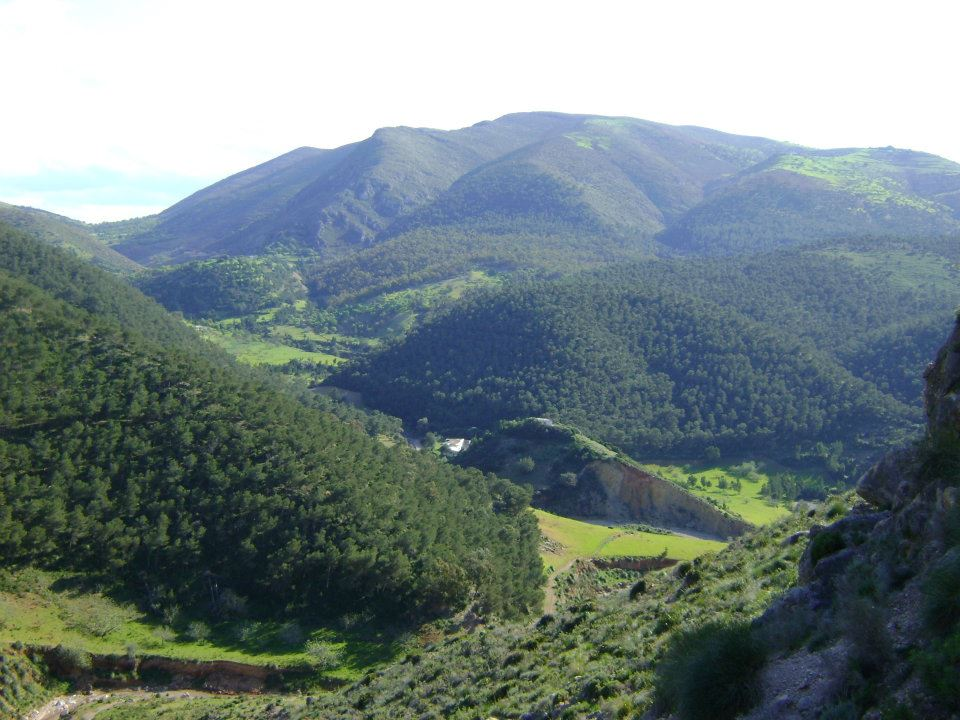
Paisaje Tikkit
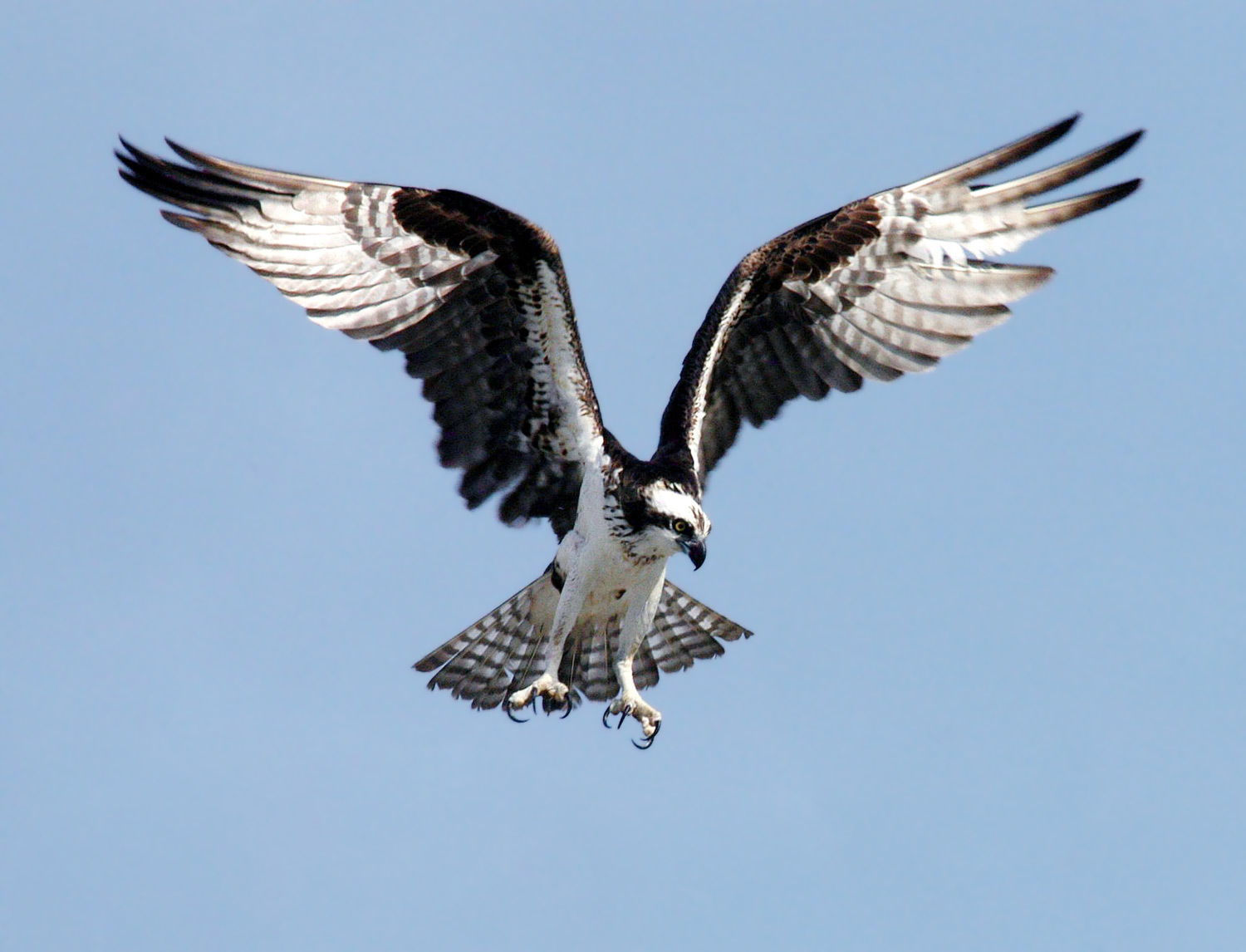
Águila pescadora
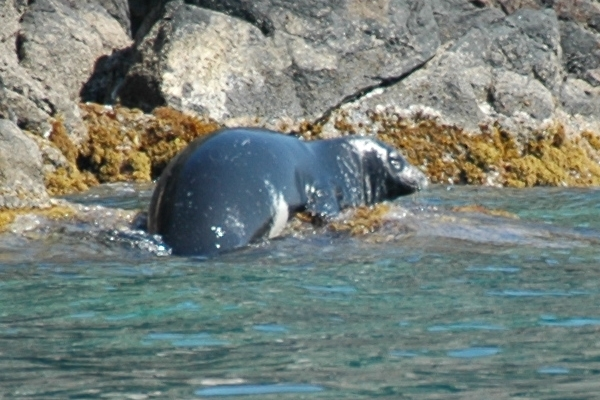
Foca monje del Mediterráneo
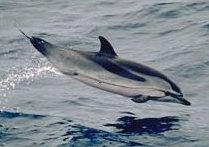
Delfín listado
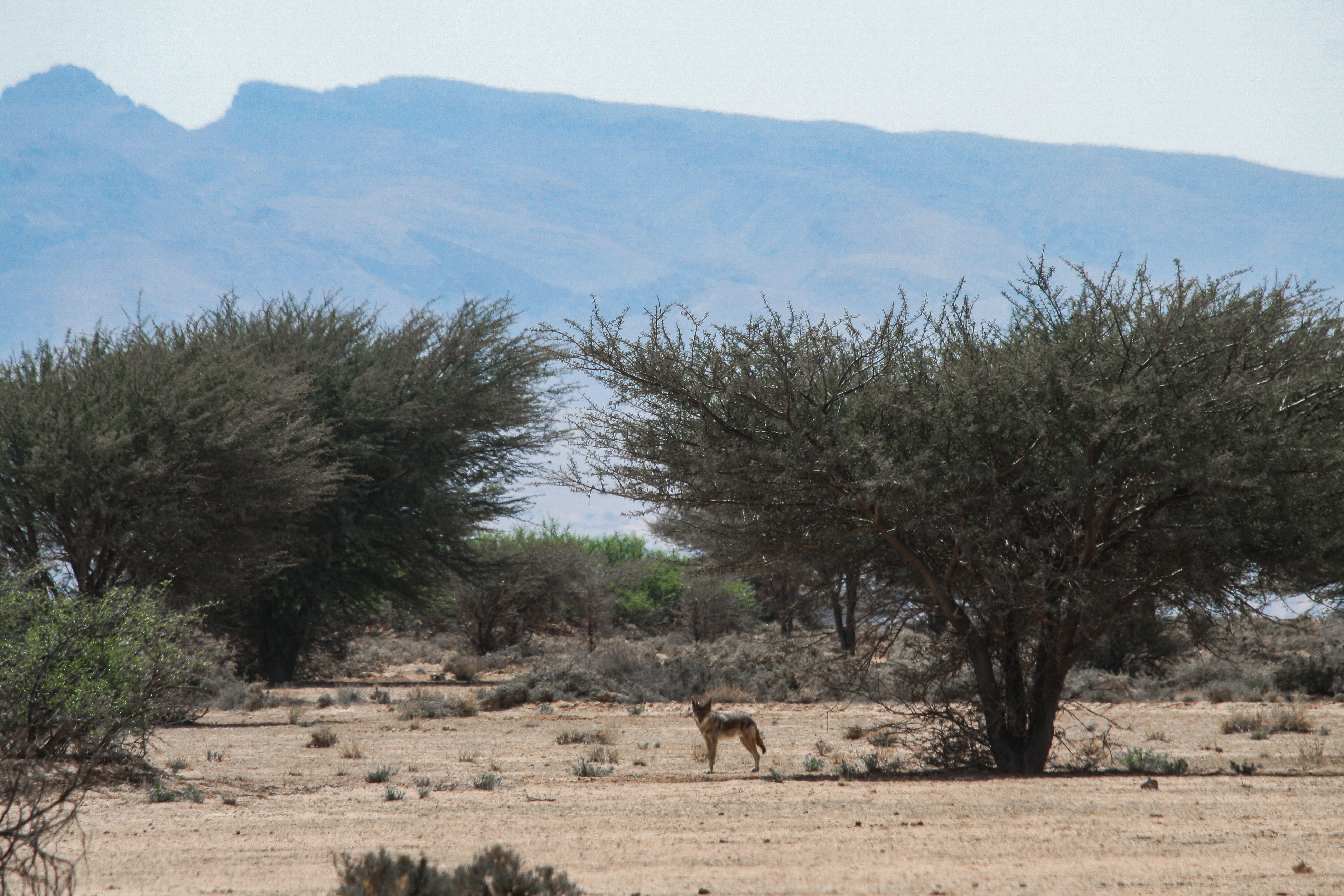
Lobo dorado africano

## Conservación
El parque nacional ha recibido el apoyo de un buen número de proyectos de cooperación, muchos de ellos españoles. Entre ellas, UICN, SEO/BirdLife, MPDL y ACTLC, y un buen número de ONG locales.
La gaviota de Audouin y el águila pescadora son objeto de sendos planes de gestión realizados por la administración del parque en colaboración con SEO/BirdLife y financiación de la AECID.

## Ecoturismo
Se han diseñado circuitos de ecoturismo en el parque nacional, con albergues que facilitan la realización de recorridos a pie o en bicicleta. Las ONG ACTLC y MPDL han tenido un papel particular en desarrollar este sector.